# Sclerotinia pyrolae
Sclerotinia pyrolae är en svampart som tillhör divisionen sporsäcksvampar, och som beskrevs av Grosse. Sclerotinia pyrolae ingår i släktet Sclerotinia, och familjen Sclerotiniaceae. Arten är reproducerande i Sverige.